# Tanjung Putus (Kerkap)
Tanjung Putus is een bestuurslaag in het regentschap Bengkulu Utara van de provincie Bengkulu, Indonesië. Tanjung Putus telt 1134 inwoners (volkstelling 2010).